# Contea di Fulton (Pennsylvania)
La contea di Fulton (in inglese Fulton County) è una contea dello Stato della Pennsylvania, negli Stati Uniti. La popolazione al censimento del 2000 era di 14 261 abitanti. Il capoluogo di contea è McConnellsburg.

## Geografia fisica
La contea si trova nella parte centro-meridionale dello Stato, al confine con il Maryland. È costituita da un’area montuosa appartenente alla regione fisiografica Appalachian Ridge and Valley. I principali corsi e bacini idrici sono il Meadow Grounds Lake e i torrenti Wooden Bridge, Tonoloway, Little Tonoloway e Licking.

### Contee confinanti
- Contea di Huntingdon - nord
- Contea di Franklin - est
- Contea di Washington (Maryland) - sud
- Contea di Allegany (Maryland) - sud-ovest
- Contea di Bedford - ovest

## Storia
La contea fu istituita nel 1851 a partire dalla contea di Bedford e prese il nome dall’inventore Robert Fulton.

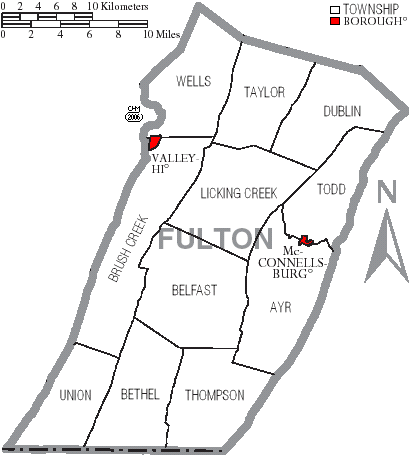
Cartina della Contea di Fulton con la suddivisione amministrativa i comuni. In rosso sono indicate city e borough, in bianco le township

## Centri abitati
La contea è amministrativamente suddivisa in due borough e 11 township.
| - Ayr - township - Belfast - township - Bethel - township - Brush Creek - township - Dublin - township - Licking Creek - township - McConnellsburg (capoluogo) - borough | - Taylor - township - Thompson - township - Todd - township - Union - township - Valley-Hi - borough - Wells - township |